# Хан Карлос Варгас
Хан Карлос Варгас (ісп. Jean Carlos Vargas; нар. 13 березня 1995, Панама) — панамський футболіст, захисник клубу «Тауро» та національної збірної Панами.

## Клубна кар'єра
У дорослому футболі дебютував 2012 року виступами за команду клубу «Тауро», кольори якої захищає й донині.

## Виступи за збірну
27 квітня 2016 року дебютував в офіційних матчах у складі національної збірної Панами в товариській грі проти Мартиніки (2:0).
Наступного року у складі збірної був учасником Золотого кубка КОНКАКАФ 2017 року, на якому зіграв у одному матчі проти США (1:1).
Наразі провів у формі головної команди країни 5 матчів.